# Ancien Régime

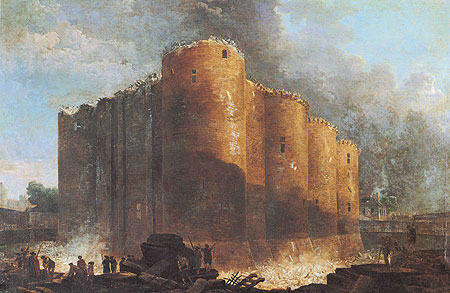
Die mittelalterliche Festung Bastille in Paris stand symbolisch für die „alte Ordnung“; ihre Zerstörung 1789 markiert den Beginn der Französischen Revolution.

Ancien Régime (IPA: [ɑ̃ˌsi̯ɛ̃ːʁeˈʒiːm], anhörenⓘ; französisch für „frühere Regierungsform“, „alter Staat“) bezeichnet ursprünglich und im engeren Sinne die Regierungsform der Bourbonen in Frankreich, im weiteren Sinn die Frühe Neuzeit in ganz Europa vor der Französischen Revolution von 1789 bzw. vor den Napoleonischen Kriegen. Oftmals steht der Begriff stellvertretend für den Absolutismus.

## Ancien Régime im engeren Sinn

Territoriale Expansion Frankreichs unter dem Ancien Régime von Heinrich II. bis zur Französischen Revolution

Ursprünglich wird mit Ancien Régime die Regierungsform der absolutistisch herrschenden Bourbonen im Königreich Frankreich bezeichnet. In diesem Sinn setzte sich der Begriff spätestens 1856 in der Geschichtswissenschaft durch, nachdem der französische Publizist und Politiker Alexis de Tocqueville seinen Essay L’ancien régime et la Révolution veröffentlicht hatte, eine Analyse der Französischen Revolution.
Die Bourbonen kamen 1589 mit König Heinrich IV. erstmals auf den Thron und regierten gut 200 Jahre ohne Unterbrechung.
Die drei Jahre zwischen 1789, dem Beginn der Französischen Revolution, und 1792, dem Jahr der vollständigen Beseitigung des Ancien Régime, gelten als Übergangszeit. In dieser war die Herrschaft des Königs bereits gebrochen, die Monarchie als solche bestand aber noch. Wollte man zwingend einen konkreten Tag benennen, so fände sich dieser wohl im Spannungsfeld dreier Ereignisse des Jahres 1789, nämlich dem Sturm auf die Bastille am 14. Juli, der Abschaffung der Feudalrechte am 4. August oder dem 6. Oktober, an dem der König gezwungen wurde, seinen Sitz von Versailles nach Paris zu verlegen.
Ausgerufen wurde die Erste Republik in Frankreich erst am 21. September 1792, am Tag nach dem Erfolg der französischen Revolutionstruppen in der Kanonade bei Valmy. Zu diesem Zeitpunkt stand König Ludwig XVI. schon seit sechs Wochen unter Arrest.

## Bedeutungswandel
Der Begriff Ancien Régime war ursprünglich als Erinnerung an die „gute alte Zeit“ vor den revolutionären Umwälzungen positiv besetzt. Talleyrand sagte einmal, wer das Ancien Régime nicht mehr erlebt habe, kenne nicht die Süße des Lebens („la douceur de la vie“). Heute hat Ancien Régime als Bezeichnung für den vorrevolutionären Obrigkeitsstaat einen eher negativen Beiklang.
Verallgemeinert wird der Begriff für ein überkommenes, meist monarchisches Regierungssystem verwendet, das als nicht im Einklang mit den Erfordernissen der Moderne angesehen wird, etwa das russische Zarenreich bis 1917.